# Lhokseumawe
Lhokseumawe – miasto w Indonezji, w okręgu specjalnym Aceh. Położone jest na północnym wybrzeżu Sumatry, nad Morzem Andamańskim. Według danych z 2019 roku liczyło 207 tys. mieszkańców.